# Bahnstrecke Seelingstädt–Paitzdorf
| |                      |                                       |                                       |
| Streckennummer (DB): | 6660                 |                                       |                                       |
| Streckenlänge: | 15,05 km             |                                       |                                       |
| Spurweite: | 1435 mm (Normalspur) |                                       |                                       |
| |                      |                                       |                                       |
| \| \| \| von Werdau \| \| \| \| 0,000 \| Seelingstädt (b Werdau) \| 330 m \| \| \| \| Erzbunker \| \| \| \| \| \| \| \| \| \| nach Mehltheuer \| \| \| \| \| \| \| \| \| 1,400 \| Braunichswalde \| Braunichswalde \| \| \| 6,50 \| Rußdorf \| Rußdorf \| \| \| 8,747 \| Reust \| Reust \| \| \| \| Anschluss Reust/Lichtenberg (Depot) \| \| \| \| \| Anschluss \| \| \| \| 10,20 \| Schmirchau \| Schmirchau \| \| \| 10,30 \| Tunnel Reust (50 m; 2001–2012)[1] \| Tunnel Reust (50 m; 2001–2012)[1] \| \| \| 11,375 \| Schmirchau Gbf \| Schmirchau Gbf \| \| \| \| von Gera \| \| \| \| \| Verbindungsbahn zum Bahnhof Raitzhain \| \| \| \| 13,728 \| Raitzhain (Abzw, ehem. Bf) \| Raitzhain (Abzw, ehem. Bf) \| \| \| \| nach Meuselwitz \| \| \| \| \| nach Gößnitz \| \| \| \| 14,10 \| Paitzdorf \| Paitzdorf \| \| \| \| \| \| \| Quellen: [2][3][4] \| \| \| \| |                      |                                       |                                       |
| Strecke (außer Betrieb) |                      | von Werdau                            | von Werdau                            |
| Betriebs-/Güterbahnhof Strecke bis hier außer Betrieb | 0,000                | Seelingstädt (b Werdau)               | 330 m                                 |
| Strecke · Betriebsstelle Streckenanfang |                      | Erzbunker                             | Erzbunker                             |
| Abzweig geradeaus und nach links · Abzweig geradeaus und nach rechts |                      |                                       |                                       |
| Abzweig geradeaus und ehemals nach links · Kreuzung geradeaus oben (Querstrecke außer Betrieb) |                      | nach Mehltheuer                       | nach Mehltheuer                       |
| Abzweig geradeaus und von links · Strecke nach rechts |                      |                                       |                                       |
| Dienststation / Betriebs- oder Güterbahnhof | 1,400                | Braunichswalde                        | Braunichswalde                        |
| ehemaliger Dienststation / Betriebs- oder Güterbahnhof | 6,50                 | Rußdorf                               | Rußdorf                               |
| ehemaliger Dienststation / Betriebs- oder Güterbahnhof | 8,747                | Reust                                 | Reust                                 |
| Abzweig geradeaus, nach links und ehemals nach rechts |                      | Anschluss Reust/Lichtenberg (Depot)   | Anschluss Reust/Lichtenberg (Depot)   |
| Abzweig geradeaus und von links |                      | Anschluss                             | Anschluss                             |
| ehemaliger Bahnhof | 10,20                | Schmirchau                            | Schmirchau                            |
| ehemaliger Tunnel | 10,30                | Tunnel Reust (50 m; 2001–2012)        | Tunnel Reust (50 m; 2001–2012)        |
| Dienststation / Betriebs- oder Güterbahnhof | 11,375               | Schmirchau Gbf                        | Schmirchau Gbf                        |
| Strecke · Strecke von links |                      | von Gera                              | von Gera                              |
| Abzweig ehemals geradeaus und nach links · Abzweig geradeaus und von rechts |                      | Verbindungsbahn zum Bahnhof Raitzhain | Verbindungsbahn zum Bahnhof Raitzhain |
| Strecke (außer Betrieb) · Blockstelle | 13,728               | Raitzhain (Abzw, ehem. Bf)            | Raitzhain (Abzw, ehem. Bf)            |
| Strecke (außer Betrieb) · Abzweig geradeaus und nach links |                      | nach Meuselwitz                       | nach Meuselwitz                       |
| Strecke (außer Betrieb) · Strecke |                      | nach Gößnitz                          | nach Gößnitz                          |
| Betriebs-/Güterbahnhof Streckenende (Strecke außer Betrieb) | 14,10                | Paitzdorf                             | Paitzdorf                             |
| |                      |                                       |                                       |
| Quellen: |                      |                                       |                                       |

Die Bahnstrecke Seelingstädt–Paitzdorf ist eine Anschlussstrecke der Wismut-Werkbahn in Ostthüringen, die primär für den Uranerztransport der SDAG Wismut gebaut und betrieben wurde. Heute dient sie noch dem Sandverkehr im Rahmen der Wismutsanierung.

## Geschichte
Nachdem bis 1955 die Tagesschächte der Bergwerke Schmirchau, Lichtenberg und Reust abgeteuft worden waren, wurde vom Bahnhof Seelingstädt an der Bahnstrecke Werdau–Mehltheuer eine Verbindungsstrecke zum DR-Übergabebahnhof Braunichswalde errichtet. Von dort aus wurde am 1. April 1957 ein 12,5 km langes Streckengleis mit einem Kreuzungsbahnhof in Rußdorf zum Endbahnhof Schmirchau eröffnet. Zunächst wurde das Uranerz über Seelingstädt zum Aufbereitungsbetrieb (AB) 101 in Crossen bei Zwickau gefahren, bevor in den ersten Monaten des Jahres 1960 der Seelingstädter AB 102 südlich der Strecke Werdau–Mehltheuer eröffnet wurde. Da es noch keine direkte Verbindung vom Übergabebahnhof Braunichswalde zur „Neuen Fabrik“ gab, mussten die Erzzüge in den Bahnhof Seelingstädt und von dort über die „Taigakurve“ geleitet werden. Erst mit der Fertigstellung einer zweigleisigen Brücke über die Strecke Werdau–Mehltheuer am 15. Juni 1960 war ein direkter Betrieb zwischen den Bahnhöfen Braunichswalde und Erzbunker möglich.:19
Bereits 1961 wurde im Zuge der Ausweitung des Tagebaus Lichtenberg die Strecke auf knapp zwei Kilometern Länge neu trassiert, wodurch ein bis zu 23 Meter tiefer Einschnitt entstand und die Gesamtlänge um 652 Meter verkürzt wurde.:20 Der ursprünglich für zehn Jahre Nutzungsdauer ausgelegte Federnageloberbau R 38 mit einer Bettung in Rollkies musste infolge des intensiven Güterverkehrs bereits 1966/67 durch den K-Oberbau S 49 mit Schotterbett ersetzt werden. Am 24. April 1968 wurde auf dem 3,1 km langen Nordabschnitt von Schmirchau über Raitzhain nach Paitzdorf zunächst nur per Rangierfahrt der Betrieb aufgenommen. Nach Fertigstellung der Sicherungsanlagen im Bahnhof Paitzdorf wurde am 5. Februar 1969 der planmäßige Zugbetrieb mit Erz-, Sand sowie Übergabezügen mit Bindemitteln und Kohle aufgenommen.:24 Am 30. September 1972 wurden die Personenbahnhöfe in Raitzhain und Schmirchau in Betrieb genommen, worauf hin dreimal täglich entsprechend dem Schichtarbeiterrhythmus Reisezüge zwischen Altenburg und Schmirchau mit Umsteigemöglichkeit in Raitzhain von und nach Gera pendelten. Mit Fertigstellung eines zweiten Personenbahnsteigs in Schmirchau 1973 konnten auch direkte Schichtarbeiterzüge von und nach Gera fahren, wobei diese Züge durch den Richtungswechsel in Raitzhain als Sandwichzug mit zwei Lokomotiven gefahren wurden.
Ende 1983 wurde der Bahnhof Rußdorf stillgelegt, da die Sandzüge für den Versatzabbau seit 1978 von Norden her über Raitzhain nach Schmirchau fuhren und die Diesellokbaureihe V 200 gegenüber den Dampfzügen höhere Zuglasten und somit weniger Zugläufe ermöglichte. Der Rückbau erfolgte erst 1989/90.:53 Die in der zweiten Hälfte der 1970er Jahre eingebauten kieselsäurehaltigen Betonschwellen wiesen zunehmend Schäden auf und mussten ab 1984 ausgetauscht werden.:62 Am 30. November 1991 verkehrte der letzte mit Uranerz beladene Zug zur Aufbereitungsanlage Seelingstädt.
Die Gleisanlagen vom Bahnhof Seelingstädt bis zum Kilometer 10,942 bei Schmirchau, die sich noch im Eigentum der Deutschen Reichsbahn und ab 1994 der Deutschen Bahn AG befanden, gingen im Frühjahr 1996 komplett in Wismut-Eigentum über. 1998 wurden noch Sandzüge von Kayna zur Versatzproduktion nach Paitzdorf gefahren. Damit die großen LKW die Abraum-Spitzkegelhalden der Wismut von Reust abtransportieren konnten, wurde 2003 für etwa vier Jahre zwischen Reust und Schmirchau ein Tunnel angelegt. Nachdem alle Abraumhalden renaturiert waren, wurde er Anfang 2012 wieder zurückgebaut.
Seit dem 1. März 2014 liegt die Betriebsführung bei den Starkenburger Baustoffwerken.

## Streckenverlauf
Die Strecke zweigt am Bahnhof Seelingstädt zunächst nach Norden ab, vereinigt sich mit der Trasse aus dem Aufbereitungswerk 102 und führt um das Dorf Braunichswalde in Richtung Westen herum. Ab Linda führt sie wieder in Richtung Norden und erreicht bei Rußdorf das eigentliche Bergbaugebiet. Hier zweigten Anschlussgleise nach links zum Schacht 375 und nach rechts zum Schacht 374 ab. Hinter der Ausfahrt aus dem Bahnhof Schmirchau wird die Ronneburger Brunnenstraße überquert und in Raitzhain die Bahnstrecke Gera–Gößnitz tangiert, bevor der Abzweig zum Bahnhof Paitzdorf erfolgt.

## Fahrzeugeinsatz
In den Anfangsjahren wurden Dampflokomotiven der Reihen 50 und 56 durch die Deutsche Reichsbahn vom Bahnbetriebswerk Werdau aus bereitgestellt.:19 Den Rangierdienst versahen ausschließlich angemietete 56er und Köf-Kleinlokomotiven, bis 1966 die ersten V 60 erschienen. Ab 1971 setzte die Wismut-Werkbahn für den Streckendienst eigene Großdiesellokomotiven der Baureihe V 200 ein. Der 1972 eingeführte Schichtarbeiterverkehr von und nach Schmirchau wurde von der Deutschen Reichsbahn mit der Baureihe 65 in Verbindung mit Doppelstock-Gliederzügen durchgeführt. Später wurden diese Züge mit der Baureihe 118 und Doppelstockwagen gefahren. Ab 1983 begann der Ersatz von Rangierdiesellokomotiven und Seilrangieranlagen durch selbst gebaute Elektroschleppfahrzeuge, von denen zwei im AB 102 und eines im Bahnhof Schmirchau eingesetzt wurden. Seit 1997 setzt die Wismut-Werkbahn für den Sandzugverkehr als V 300 bezeichnete und grün-weiß lackierte sechsachsige Lokomotiven der Baureihe 232 ein.